# クサンテ (小惑星)
クサンテ (411 Xanthe) は、小惑星帯に位置する比較的大きな小惑星である。
オーギュスト・シャルロワがニースで発見し、ギリシア神話に登場するオケアニデスの一柱クサンテにちなんで命名された。